# Намибийско-российские отношения
Намибийско-российские отношения — двусторонние дипломатические отношения между Россией и Намибией.

## История
Дипломатические отношения между странами были установлены 21 марта 1990 года, в день провозглашения независимости Намибии. В 1998 году состоялся официальный визит президента Намибии в Россию, в ходе которого была подписана Совместная декларация о принципах отношений между странами. В 2009 году Намибию посетил президент РФ Дмитрий Медведев, а в 2010 с ответным визитом в Москве побывал глава Намибии Хификепунье Похамба.

## Послы
Посол России в Намибии — Александр Николаевич Худин (с 2010), посол Намибии в России — Ндали Че Камати (с 2010).